# Сања Малагурски
Сања Малагурски (Суботица, 8. јун 1990) је српска одбојкашка репрезентативка, која је учествовала на Летњим олимпијским играма 2008. у Пекингу, где је женска одбојкашка репрезентација стигла до четвртфинала.
За млађе репрезентативне селекције играла је од 2004. године, а од 2008. је члан сениорске репрезентације.
Године 2009. са репрезентацијом је освојила прво место у Европској лиги 2009.
На Европском првенству 2011. одржаном у Италији и Србији са репрезентацијом Србије освојила је златну медаљу.
У току каријере играла је за словеначки Хит из Нове Горице, ЖОК Суботицу, румунски Метал Галаци, а у Црвену звезду је прешла августа 2009. г.
Изабрана је за најбољу одбојкашицу Винерштедише лиге, за месец април 2011.